# Las Waipoua

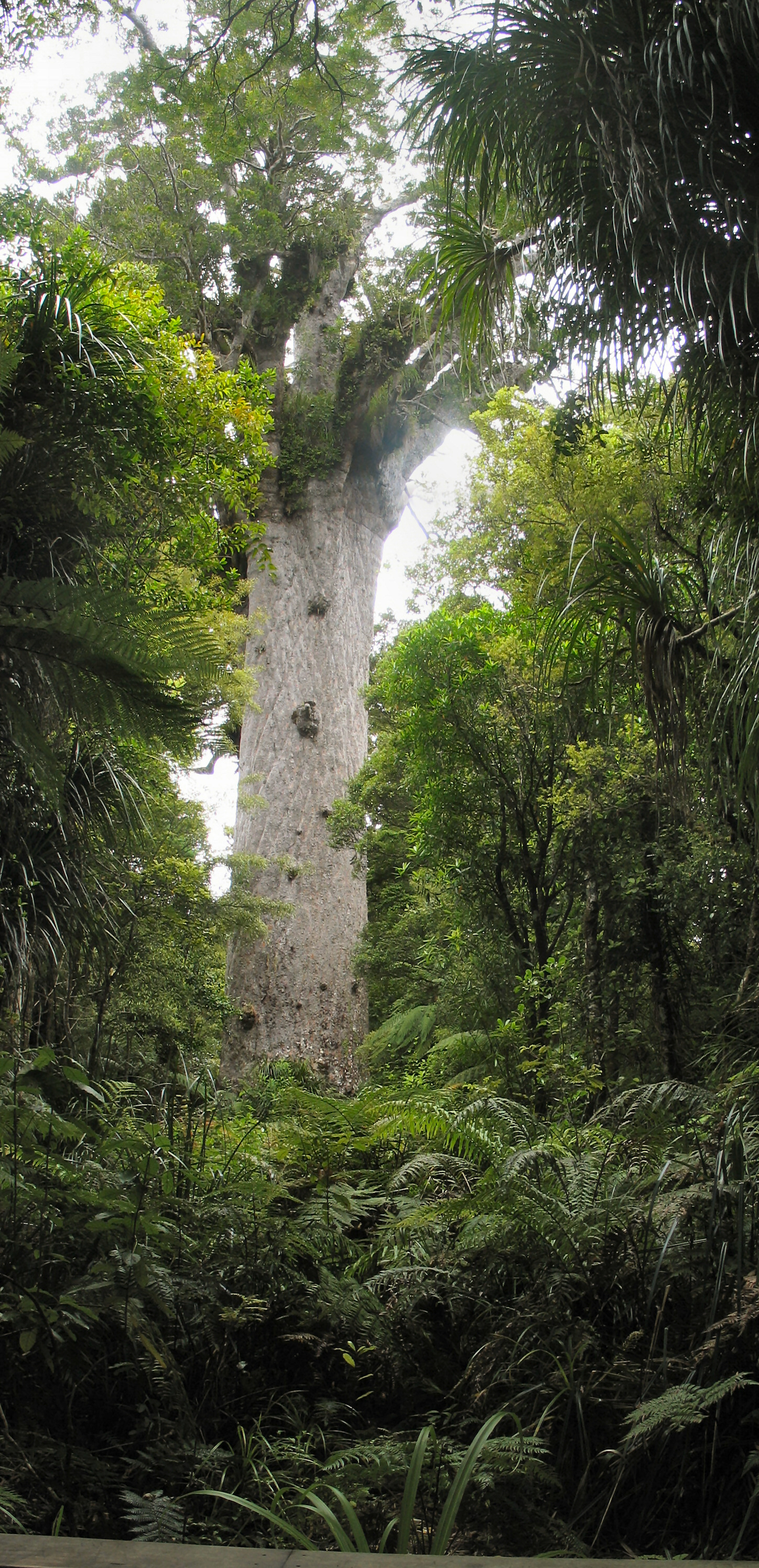
Tane Mahuta

Las Waipoua – las na zachodnim wybrzeżu regionu Northland na Wyspie Północnej w Nowej Zelandii. Jest obszarem ochrony drzew kauri w tym dwóch największych i najstarszych drzew tego gatunku, 51-metrowe Tāne Mahuta (Bóg lasu) i Te Matua Ngahere. Najwyższe i uznawane za najstarsze kauri Tāne Mahuta ma ponad 2 000 lat.
Przez park przebiega droga o długości 18 km.

## Historia
W 1876 roku rząd Nowej Zelandii wykupił od Maorysów teren lasu, ale dzięki trudnej dostępności nie został wycięty w XIX wieku. W 1940 roku przystąpiono do wyrębu lasu, lecz dzięki masowym protestom las został objęty ochroną w 1952 roku jako największe zachowane skupisko drzew kauri.